# Édouard Niermans
Pour les articles homonymes, voir Niermans.
Édouard Niermans est un réalisateur, acteur et scénariste français, né le 10 novembre 1943 à Paris.

## Biographie
Il passe son enfance et adolescence en pension chez les Jésuites (qui inspirera son film Anthracite), jeune adulte, il s'inscrit au concours de l'IDHEC mais celui-ci est annulé à cause de mai 1968.
On le remarque à deux reprises au Festival de Cannes, en 1976 pour La Syncope et en 1992 pour Le Retour de Casanova. Il partira à chaque fois bredouille. Mais il se rattrapera à la Mostra de Valence du cinéma méditerranéen, où il remportera la Palme d'or pour Poussière d'ange.
Lors de ses débuts, il travaille dans le cinéma, avant de s'orienter essentiellement vers la télévision.

## Filmographie

### Réalisateur
- 1976 : La Syncope
- 1980 : Anthracite
- 1984 : Série noire, épisode : L'ennemi public n° 2 (TV)
- 1987 : L'Heure Simenon, épisode : Les Demoiselles de Concarneau (TV)
- 1987 : Poussière d'ange
- 1990 : La Femme et le Pantin
- 1992 : Le Retour de Casanova
- 1995 : Le Blanc à lunettes (TV)
- 1997 : Pardaillan (TV)
- 1998 : L'Enfant des terres blondes (TV)
- 1999 : Premier de cordée (TV)
- 2002 : Sauveur Giordano, épisode : Noces de papier (TV)
- 2005 : Marc Eliot, épisodes : C'est votre enfant et Tant qu'il y aura des flics (TV)
- 2007 : Le Septième Juré (TV)
- 2010 : La Marquise des ombres (TV)

### Acteur
- 1970 : Les Jambes en l'air de Jean Dewever
- 1971 : Ça n'arrive qu'aux autres de Nadine Trintignant
- 1973 : Molière pour rire et pour pleurer de Marcel Camus (feuilleton TV)
- 1973 : Lucien Leuwen, téléfilm de Claude Autant-Lara
- 1974 : Les Fargeot de Patrick Saglio
- 1975 : Paul Gauguin de Roger Pigaut
- 1976 : Une femme fidèle de Roger Vadim
- 1977 : Fire in the Water de Peter Whitehead

### Assistant réalisateur
- 1969 : Money-Money  de José Varela

## Théâtre
- 1966 : À Memphis il y a un homme d'une force prodigieuse de Jean Audureau, mise en scène Antoine Bourseiller, Festival du Marais